# Pierre Roger (évêque)
Pour les articles homonymes, voir Roger et Pierre Roger.
Pierre Roger, né au début du XIVe siècle et mort en 1324, est un religieux français.

## Biographie
Issu de la famille Roger de Beaufort, originaire du Limousin, Pierre Roger est l'oncle du pape Clément VI et le grand-oncle du pape Grégoire XI. Ordonné prêtre, il est moine à l'abbaye Saint-Pons de Thomières dont il devient l'abbé avant 1311, sous le nom de Pierre IV, obtenant une bulle  du pape Clément V du 25 février 1311, l'autorisant à emprunter une somme de 5 000 livres pour les nécessités de son abbaye. Cette même année, il reçoit cession, rémission et donation pour lui et son abbaye de tous les droits et fiefs qu'Arnaud de Roquecesières et Guillaume Jordan de Cornouailles avaient sur le château et terroir de La Salvetat.
Il devient évêque du même lieu sous le nom de Pierre Ier lorsque le pape Jean XXII érige en 1317 cette abbaye en évêché, la bulle  étant datée du 18 février. Les moines forment alors le chapitre et les limites du diocèse sont fixées par une bulle Alma mater Ecclesia du pape Jean XXII en date du 1er mars 1318 par démembrement du diocèse de Narbonne, de l'ancienne province du Languedoc.
Les revenus de l'abbaye sont séparés de ceux du chapitre. Pierre Ier Roger inféode certains biens de la Bastide cette même année 1317. Un sentence arbitrale qu'il ratifie lui donne tous les revenus et laisse aux moines du chapitre une somme de 1 800 livres. Aussitôt les protestations s'élèvent contestant cette iniquité.
En 1321, il doit faire face à la révolte de ses moines qui « rebelles et désobéissants prétendaient être exempts de sa juridiction et subjection, prétendant ne relever en rien de lui au sujet du spirituel ».
Pierre Roger meurt en 1324.

## Armoiries
Ses armes sont composées d'un écu « D’argent à la bande d’azur accompagné de six roses de gueules, trois en chef en orle, trois en pointe de bande, d'une croix de procession à une traverse, posée en pal derrière l'écu et surmontant un chapeau de sinople accompagné d'une cordelière à six houppes de même. »